# Tommy und Tuppence Beresford
Tommy und Tuppence Beresford (richtige Namen Thomas und Prudence Beresford, geb. Cowley) sind zwei von Agatha Christie erdachte Figuren. Sie treten als Geheimagenten oder Privatdetektive in Erscheinung, sind aber weniger bekannt als Christies Figuren Hercule Poirot und Miss Marple. Die Autorin veröffentlichte vier Romane und eine Sammlung von Kriminalgeschichten mit ihnen.

## Leben
In den Romanen werden Lebensabschnitte von Tommy und Prudence, die von allen nur Tuppence genannt wird, über einen Zeitraum von annähernd 50 Jahren erzählt.
Ihren ersten Auftritt haben die beiden in Christies zweitem Buch als junge Leute in dem Krimi Ein gefährlicher Gegner (The Secret Adversary), der kurz nach dem Ersten Weltkrieg spielt. Der eher etwas vorsichtige, gründliche und reservierte Tommy und die ungestüme, intuitive und listenreiche Tuppence sehen sich dort zufällig wieder, nachdem sie sich im Krieg – sie als Krankenschwester, er als Verwundeter – kennengelernt, aber wieder aus den Augen verloren haben. Da sie beide eine Arbeit annehmen müssen, geraten sie durch Zufall in die Suche nach einer gewissen Jane Finn, die seinerzeit den Untergang der Lusitania überlebt hat, aber danach spurlos verschwunden ist. Sie hat geheime Unterlagen mit sich geführt, deren Veröffentlichung die britische und die amerikanische Regierung ernsthaft kompromittieren könnte. Tommy und Tuppence machen sich als Amateure mit stillschweigender Hilfe des Secret Service auf die Suche nach der jungen Frau. Unterstützt werden sie dabei von Albert, einem jungen Liftboy, den Tommy und Tuppence während ihrer Tätigkeit kennenlernen. Aber auch ein geheimnisvoller „Mr. Brown“ und der amerikanische Millionär Julius P. Hersheimer, der behauptet, ein Cousin von Jane Finn zu sein, wollen sie finden.
Nach dem überstandenen Abenteuer beschließen Tommy und Tuppence zu heiraten.
Der Leser begegnet beiden wieder in der sechs Jahre später spielenden Kriminalgeschichtensammlung Die Büchse der Pandora. Tommy hat inzwischen einen Bürojob beim Secret Service und Tuppence ist Hausfrau. Aber die beiden langweilen sich. Abwechslung verspricht das Angebot des Chefs des britischen Geheimdienstes, eine Detektivagentur zu übernehmen, die offensichtlich in Spionageaktivitäten verwickelt ist. Tommy soll als ein Mr. Blunt auftreten, der in Wirklichkeit inhaftierte Leiter der Detektei, und Tuppence als seine Sekretärin. Die beiden nehmen das Angebot an und erleben kurzweilige Abenteuer mit den verschiedenen Klienten. Auch Albert ist wieder mit von der Partie. Das Buch endet damit, dass Tuppence Tommy eröffnet, dass sie ein Kind erwartet.
Rotkäppchen und der böse Wolf spielt im Zweiten Weltkrieg. Tommy soll einem Verräter aus den eigenen Reihen auf die Spur kommen. Ein Agent wurde bereits bei einem vorgetäuschten Unfall getötet, konnte aber vor seinem Tod noch einen wichtigen Hinweis geben. Für Tuppence ist bei dieser Angelegenheit allerdings kein Platz. Aber da ihre beiden Kinder, die Zwillinge Derek und Deborah, aus dem Haus sind, will auch sie sich für ihr Land nützlich machen. So schafft sie es, durch trickreiches Vorgehen herauszufinden, dass Tommy sich unter falschem Namen in der Pension Sans Souci in Leahampton einmieten soll, um dort nach dem Spion „N“ oder „M“ zu suchen. Als Tommy dort eintrifft, muss er sich sehr zusammennehmen, um sich nicht anmerken zu lassen, dass ihm der Pensionsgast Mrs. Blenkensop sehr bekannt ist. Auch hier taucht der treue Albert wieder auf: Er ist nun verheiratet und stolzer Inhaber eines Pubs. In einer lebensbedrohlichen Situation rettet er durch sein beherztes Eingreifen seiner ehemaligen Herrschaft das Leben.
Jahre später sind Tommy und Tuppence in dem Roman Lauter reizende alte Damen ein Ehepaar in etwas vorgerücktem Alter, etwa Anfang bis Mitte 60. Beide beschließen, Tommys Tante Ada im Altenheim zu besuchen. Dort erregt eine Mrs. Lancaster ihre Aufmerksamkeit, die sie fragt, ob das tote Kind hinter dem Kamin ihres sei. Als nach kurzer Zeit Tante Ada plötzlich stirbt und Mrs. Lancaster überraschend aus dem Heim entfernt wurde, glaubt Tuppence nicht mehr an das Gerede einer verwirrten Frau. Unglücklicherweise muss Tommy leider zu einer wichtigen Konferenz, und so beschließt Tuppence, alleine loszufahren, um zu ermitteln, wo Lancaster geblieben ist. Ein von Lancaster zurückgelassenes Bild führt Tuppence auf ihre Spur, wobei sie schließlich sogar in Lebensgefahr gerät.
In Alter schützt vor Scharfsinn nicht sind Tommy und Tuppence ein Ehepaar um die 70 und inzwischen auch Großeltern. Zudem haben sie eine Adoptivtochter, die in Afrika arbeitet. Beide beschließen aber dennoch, noch einmal umzuziehen, und kaufen ein altes Haus. Von dort aus fährt Tommy nach wie vor täglich nach London, wo er ein Büro im Umfeld des Innenministeriums hat. Tuppence hat also viel Zeit und stöbert im Haus herum. In einem dort von irgendeinem Vorbesitzer zurückgelassenen Kinderbuch entdeckt Tuppence den mysteriösen Satz „Mary Jordan ist keines natürlichen Todes gestorben. Es war einer von uns.“ Dieser Hinweis führt beide zu einem 60 Jahre zurückliegenden Mord, zu Spionageaktivitäten aus dem Ersten Weltkrieg und dem versprengten Häuflein einer Art Fünfter Kolonne von Faschisten, die wieder ihr Unwesen treiben. Auch Albert ist als inzwischen verwitweter Butler wie in den vorhergehenden Geschichten wieder mit von der Partie. Eine wichtige Rolle nimmt der Hund Hannibal ein, den die beiden sich angeschafft haben. Der intelligente Manchester Terrier wird ausführlich in die Ermittlungen miteinbezogen.
Alter schützt vor Scharfsinn nicht ist das letzte von Agatha Christie geschriebene Buch (allerdings nicht das als letztes veröffentlichte). Christie verwendet darin auch Kindheitserinnerungen, die sie auch in ihren Memoiren beschrieben hat.

## Verfilmungen
Von LWT wurden die Fälle von Tommy und Tuppence 1983 bis 1984 in der Fernsehserie Detektei Blunt verfilmt. Die Hauptrollen spielten Francesca Annis und James Warwick.
2006 wurde By the Pricking of My Thumbs vom englischen Fernsehsender ITV als eine Folge der Miss-Marple-Serie mit Geraldine McEwan produziert. Tuppence, deren Buchcharakter dort teilweise verändert wurde, bekommt dort Miss Marple als Unterstützung beigeordnet.
Die BBC strahlte 2015 eine sechs Episoden umfassende Fernsehserie unter dem Titel Partners in Crime aus, mit David Walliams als Tommy und Jessica Raine als Tuppence.

## Kriminalromane der Tommy-und-Tuppence-Beresford-Reihe
| Jahr | deutschsprachiger Titel            | englischsprachiger Titel     |
| ---- | ---------------------------------- | ---------------------------- |
| 1922 | Ein gefährlicher Gegner            | The Secret Adversary         |
| 1941 | Rotkäppchen und der böse Wolf      | N or M?                      |
| 1968 | Lauter reizende alte Damen         | By the Pricking of My Thumbs |
| 1973 | Alter schützt vor Scharfsinn nicht | Postern of Fate              |

## Kurzkrimisammlung mit Tommy und Tuppence Beresford
| Jahr | deutschsprachiger Titel       | englischsprachiger Titel                              |
| ---- | ----------------------------- | ----------------------------------------------------- |
| 1929 | Die Büchse der Pandora mit    | Partners in Crime with                                |
|      | Der Besuch der Fee            | A Fairy in the Flat                                   |
|      | Eine Tasse Tee                | A Pot of Tea                                          |
|      | Die rosa Perle                | The Affair of the Pink Pearl                          |
|      | Der geheimnisvolle Unbekannte | The Adventure of the Sinister Stranger                |
|      | Der Herr in Zeitungspapier    | Finessing the King/The Gentleman Dressed in Newspaper |
|      | Die verschwundene Dame        | The Case of the Missing Lady                          |
|      | Blinde Kuh                    | Blindman’s Bluff                                      |
|      | Der Mann im Nebel             | The Man in the Mist                                   |
|      | Der Raschler                  | The Crackler                                          |
|      | Das Rätsel von Sunningdale    | The Sunningdale Mystery                               |
|      | Das Haus des Todes            | The House of the Lurking Death                        |
|      | Ein unerschütterliches Alibi  | The Unbreakable Alibi                                 |
|      | Die Pfarrerstochter           | The Clergyman’s Daughter/The Red House                |
|      | Die Stiefel des Botschafters  | The Ambassador’s Boots                                |
|      | Der Mann der Nummer 16 war    | The Man Who Was No. 16                                |